# Бенгерсторф
Бенгерсторф (нім. Bengerstorf) — громада в Німеччині, розташована в землі Мекленбург-Передня Померанія. Входить до складу району Людвігслуст-Пархім. Складова частина об'єднання громад Бойценбург-Ланд.
Площа — 32,78 км2. Населення становить 540 ос. (станом на 31 грудня 2020).

## Галерея

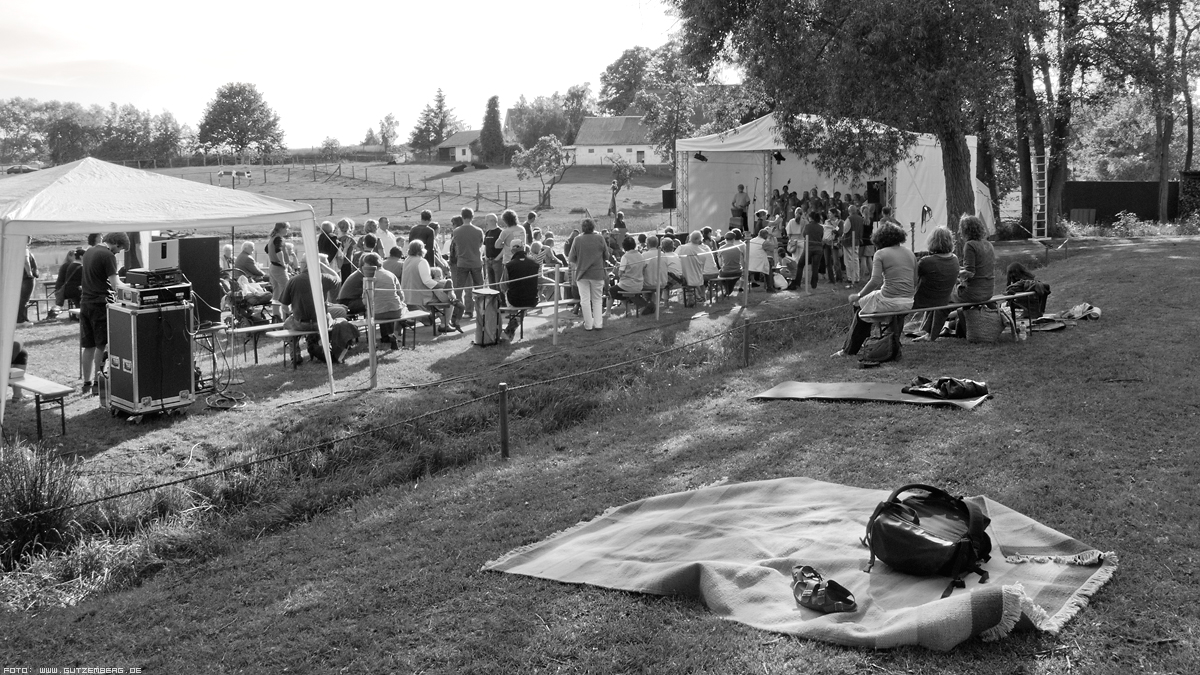